# Fragmentum Synopseos Plantarum Phanerogamum
Fragmentum Synopseos Plantarum Phanerogamum (abreviado Fragm. Syn. Pl.) es un libro con ilustraciones y descripciones botánicas que fue escrito por Eduard Friedrich Poeppig y publicado en el año 1833 con el nombre de Fragmentum Synopseos Plantarum Phanerogamum ab Auctore Annis MDCCCXXVII ad MDCCCXXIX in Chile lectarum. Lipseae [Leipzig].